# Wildemann
Wildemann este un oraș din landul Saxonia Inferioară, Germania.